# Šejh Bahai
Šejh Bahai (persijski: شیخ بهایی) je rođen 18. februara 1547. godine u selu Džaba u području Džebel Amil u današnjem Libanu, a umro je 1. septembra 1621. godine u Isfahanu a telo mu je sahranjeno u Mešhedu. Njegovo puno ime je Bahaʾ al‐Din Muhamed ibn Husein al‐ʿAmili (persijski: بهاءالدین محمد بن حسین عاملی ). On je bio poznati matematičar, pravnik, arhitekta, filozof, pesnik, izvrstan poznavalac islamskih racionalnih i teoloških nauka. Otac mu je umro 1576. godine u Bahreinu i tada je mladi Muhamed na zahtev kralja Tahmaspa I otišao u Herat kako bi obavljao funkciju vrhovnog verskog poglavara i predstavnika religijskih tradicionalnih nauka (šejhul-islam).
U kasnijim godinama postao je jedan od nastavnika Mula Sadre.

## Dela
Šejh Bahai je napisao preko 100 rasprava i dela o različitim temama na arapskom i persijskom jeziku.
U svom čuvenom naučnom delu o matematici Hulasa al-hisab [Sažeti prikaz aritmetike] prezentovao je osnovna i opšta usmerenja aritmetičkih i matematičkih pitanja. U mnogim filozofskim pitanjima je potpuno inovativno upotrebljavao matematičke principe. Uz pomoć matematičkih i geometrijskih demonstracija i argumenata, racionalno je opovrgavao neka učenja iz ranijih perioda, poput učenja o beskrajnosti dimenzija, o postojanju nedeljivog dela u materiji, o individualnim atomima i o beskrajnosti lanca uzroka i posledica. Ovaj slavni muslimanski mislilac mnogo je koristio matematičke osnove i u juridičkim sudovima, poput merenja zapremine i težine vode „kur” (tj. određene količine vode potrebne za to da se potpuno očisti nečistoća u islamskom juridičkom smislu) ili sabiranja fiskalne količine verskih priloga.
U enciklopedijskom delu Kaškul safavidski šejhul-islam uz pomoć matematičkih i geometrijskih principa izračunao je kvadratni koren određenih brojeva, kao i visinu različitih objekata koje je gradio a pritom nije koristio uobičajeni pribor za merenje.